# Ilia Diàkov
Ilia Diàkov (en búlgar Илия Дяков) és un exfutbolista búlgar de la dècada de 1980.
Fou cinc cops internacional amb la selecció búlgara amb la qual participà en la Copa del Món de Futbol de 1986. A nivel de club destacà a Dobrudzha Drobich, CSKA Sofia, i Slavia Sofia.